# Estación de Tardienta
Tardienta es una estación ferroviaria situada en el municipio español homónimo, en la provincia de Huesca, comunidad autónoma de Aragón. Cuenta con servicios de alta velocidad y de media distancia. Cumple también funciones logísticas. Durante algunos años fue el núcleo urbano español más pequeño en tener una parada de AVE. En 2020 fue utilizada por 7025 y 537 usuarios en los servicios de Media Distancia y Alta Velocidad, respectivamente.

## Situación ferroviaria
Se encuentra ubicada en el punto kilométrico 57,2 de la línea férrea de ancho ibérico que une Madrid con Barcelona a 383 metros de altitud, entre las estaciones de Zuera y de Grañén. El kilometraje de la línea sufre un reinicio en la capital maña al basarse en antiguos trazados. Forma parte también de la línea férrea de ancho UIC que corre en paralelo a la anterior hasta Tardienta que une Zaragoza con Huesca, siendo su pk el mismo que el anterior.

## Historia
La estación fue abierta al tráfico el 18 de septiembre de 1861, con la apertura del tramo Zaragoza-Lérida de la línea férrea que pretendía conectar Zaragoza con Barcelona. Las obras corrieron a cargo de la Compañía del Ferrocarril de Barcelona a Zaragoza. Buscando mejorar tanto el enlace de la línea con otros trazados, así como su salud financiera, la compañía decidió en 1864 unirse con la empresa que gestionaba la línea férrea que enlazaba Zaragoza con Pamplona, dando lugar a la Compañía de los Ferrocarriles de Zaragoza a Pamplona y a Barcelona. Dicha fusión se mantuvo hasta que en 1878 la poderosa Norte, que buscaba extender sus actividades al este de la península, logró hacerse con la compañía.
Norte mantuvo la gestión de la estación hasta que en 1941 se produjo la nacionalización del ferrocarril en España y todas las compañías existentes pasaron a integrarse en la recién creada RENFE. Desde el 31 de diciembre de 2004 Renfe Operadora explota la línea mientras que Adif es la titular de las instalaciones ferroviarias.

## La estación
Se encuentra al sur del municipio. Dispone de un edificio para viajeros de base rectangular y planta baja dotado con venta de billetes, cafetería, sala de espera y aseos. Cuenta con dos andenes, uno lateral y otro central, ambos cubiertos por marquesinas metálicas. El cambio de uno a otro se realiza gracias a un paso subterráneo. En total el recinto posee seis vías numeradas. La vía 1 accede al andén lateral mientras que las vías 2 y 3 lo hacen al central.

## Servicios ferroviarios

### Alta Velocidad
Tardienta cuenta con servicios de alta velocidad entre Madrid y Huesca a razón de una parada diaria en ambos sentidos. En el año 2014 la estación de Tardienta tuvo una media de un pasajero diario en los servicios de alta velocidad.

### Media Distancia
Los servicios de Media Distancia que ofrece Renfe tienen como principales destinos Zaragoza, Canfranc, Jaca y Lérida. 